# Segunda guerra de los Balcanes
La segunda guerra de los Balcanes fue un breve conflicto que enfrentó en el verano de 1913 a Bulgaria con sus antiguos aliados de la Liga Balcánica, Rumanía y el Imperio otomano, del que salió derrotada. La guerra llevó a un nuevo tratado de paz, el Tratado de Bucarest, que modificó el reparto territorial acordado en el reciente Tratado de Londres que había puesto fin a la primera guerra balcánica en la que la Liga había derrotado a los otomanos.
Los combates duraron treinta y tres días y comenzaron con una ofensiva búlgara que pronto dio paso a contraofensivas serbias y griegas. La intransigencia territorial búlgara, que no se avino a aceptar la posesión griega de Salónica para mantener su alianza con Grecia, ni a ceder la Dobruya meridional para evitar el ataque rumano que decidió la contienda, facilitaron su derrota final. Aunque los búlgaros lograron contener finalmente casi todos los avances serbo-griegos, la entrada en el conflicto de Rumanía primero y del Imperio otomano más tarde garantizó su derrota. El Gobierno de Sofía no se aseguró tampoco el apoyo decidido de Rusia, que podía haber evitado los ataques de rumanos y otomanos. Tampoco contó con el respaldo de las potencias, perdido por el ataque a sus antiguos aliados que desencadenó la guerra.
La contienda acabó con un reparto territorial principalmente favorable a los vencedores: Serbia obtuvo el grueso de la Macedonia septentrional, Grecia de la meridional (incluyendo Salónica), Rumanía la Dobruya meridional y el Imperio otomano Tracia oriental con Adrianópolis. Bulgaria, a pesar de considerar la guerra como una catástrofe, obtuvo una pequeña parte de Macedonia, la Tracia occidental y territorios al sur de los montes Ródope.
Militarmente, Serbia quedó como la principal potencia regional junto con Rumanía, mientras que políticamente fue la única nación cercana a Rusia tras el alejamiento de Bulgaria, insatisfecha con la actitud rusa durante el enfrentamiento. La dependencia rusa de Serbia en los Balcanes para mantener su influencia fue un factor importante en el desencadenamiento de la Primera Guerra Mundial un año más tarde, en el verano de 1914.

## Antecedentes

### Desavenencias por el reparto del territorio conquistado
El rechazo de las potencias, especialmente del Imperio austrohúngaro, a conceder a Serbia una salida al mar Adriático hizo que esta se plantease aumentar su territorio en Macedonia, a costa de la porción prometida a Bulgaria en el acuerdo de alianza entre los dos países. Grecia, por su parte, no deseaba ceder los nuevos territorios bajo su control. Ya en enero de 1913, el príncipe heredero serbio y uno de los príncipes griegos comenzaron a sopesar la posibilidad de establecer una alianza antibúlgara. Ese mismo mes de enero, Serbia pidió la modificación del reparto territorial. A finales de febrero, el Gobierno serbio solicitó formalmente a Bulgaria una nueva negociación de la distribución de los territorios macedonios, que el Gobierno de Sofía rechazó. Bulgaria deseaba que el reparto de la región se realizase en función de la aportación militar y del esfuerzo realizado en la contienda contra los otomanos, mientras que tanto Serbia como Grecia deseaban una división que garantizase un equilibrio de poder en la zona. Las principales diferencias se centraban en la división de Macedonia y en el control de Salónica. Serbia repitió su petición en los meses siguientes, mientras las relaciones bilaterales empeoraban. Basó sus intentos de modificar el acuerdo original en las siguientes razones, que no dejó de repetir en los meses que precedieron a la guerra con Bulgaria:
- Bulgaria no había asignado al frente macedonio el número de tropas estipulado en la alianza, lo que había obligado a Serbia a realizar un mayor esfuerzo y había supuesto un incumplimiento de las obligaciones búlgaras.
- Serbia había enviado al frente a más tropas de las acordadas y había ayudado a Bulgaria en Adrianópolis.
- Cuando se había firmado la liga, Serbia esperaba lograr una salida al Adriático, que más tarde las potencias impidieron con la creación de Albania. Serbia esperaba ser compensada territorialmente en Macedonia.
- Bulgaria había ocupado mayor territorio tracio del esperado, en parte con ayuda serbia, y debía por ello estar dispuesta a ceder parte de Macedonia a Serbia.

Dada la solidez de la posición legal búlgara gracias al tratado de alianza, el Gobierno de Sofía no tuvo dificultad en refutar las razones alegadas por el de Belgrado. Un acuerdo entre los mandos aliados en septiembre de 1912 había liberado a Bulgaria de su obligación de enviar cien mil hombres al Vardar, la guerra se suponía que se había hecho en común contra los otomanos y los búlgaros consideraban normal la ayuda serbia en Adrianópolis y el revés en el Adriático afectaba a Serbia, no a Bulgaria; los búlgaros, por su cesión de Silistra a Rumanía, no habían solicitado compensaciones a Serbia. El anexo secreto al tratado de alianza serbo-búlgaro también admitía el derecho búlgaro a territorios al este de los montes Ródope y del Struma, lo que los búlgaros interpretaban incluía la Tracia cercana a Adrianópolis. Por su parte, Bulgaria respondió a las peticiones serbias con su deseo de obtener todo el norte de Macedonia, mediante la concesión de autonomía a la región, paso previo a su incorporación a Bulgaria.
Griegos y serbios comenzaron una campaña de nacionalización de los territorios bajo su control. Se cerraron escuelas búlgaras en Macedonia, se prohibieron los servicios religiosos en búlgaro y se persiguió a la OIRM. En abril Bulgaria solicitó el arbitraje del zar de Rusia en su disputa con Serbia por Macedonia, conforme a lo dispuesto en el tratado de alianza serbo-búlgaro. Rusia aceptó, pero sugirió a los búlgaros ceder parte del territorio prometido en el tratado de alianza a Serbia, lo que disgustó al Gobierno búlgaro. La confianza en la neutralidad rusa sufrió mella a ojos de Sofía, pero el nuevo gabinete de Stoyan Danev, que sucedió a Ivan Geshov tras la dimisión de este el 30 de mayo de 1913, continuó solicitando la mediación rusa (pedida nuevamente el 19 de mayo). El nuevo primer ministro búlgaro se había convencido de la imposibilidad de mantener la Liga y de que la guerra se había hecho inevitable entre los antiguos coligados. Una última entrevista con el primer ministro serbio, Nikola Pašić, no sirvió para resolver las diferencias entre las dos naciones. Danev, por su parte, insistía en ceñirse estrictamente a las cláusulas del concierto suscrito con Serbia el año anterior.

### Acercamiento greco-serbio
El 5 de mayo, se firmaron una serie de acuerdos preliminares entre Serbia y Grecia para mantener una postura común frente a Bulgaria mientras se producían escaramuzas entre fuerzas militares. Estos pactos estipulaban también la división entre los dos países del territorio macedonio al oeste del Vardar y el establecimiento de una frontera común entre ambos. El criterio para dividir el territorio sería la ocupación: una comarca dominada militarmente por una nación le sería asignada automáticamente. En octubre de 1912, los griegos habían presentado ya un borrador de alianza, claramente dirigida contra Bulgaria, a la que Serbia y Grecia temían. Las negociaciones bilaterales, que no fructificaron en un principio, se reanudaron en enero de 1913 y se aceleraron durante la primavera de ese año. Ante el cariz de los acontecimientos, el acuerdo de mayo se transformó el 1 de junio en liga firme, ratificada en Atenas el 21 del mes. La frontera pactada entre las dos naciones y trazada según el principio mencionado partiría de Ocrida, pasaría al sur de Monastir y llegaría al curso del Vardar al sur de Gevgelija. La frontera con Bulgaria seguiría el curso del Vardar hasta la confluencia de este con el río Bojimia-Dere y de allí continuaría en dirección este hasta la antigua frontera. Los dos coligados se dividían además Albania en zonas de influencia.
Mientras, continuaban en Londres las negociaciones entre la Liga y el Imperio otomano, marcadas por las desavenencias entre los antiguos aliados. El representante búlgaro deseaba la rápida conclusión del tratado con el Imperio para poder trasladar el grueso de sus tropas a Macedonia, a lo que los delegados serbios y griegos se oponían precisamente para evitarlo. Al día siguiente de la firma del Tratado de Londres, Serbia y Grecia rubricaron un tratado de alianza secreto contra Bulgaria (1 de junio de 1913) en el que se estipulaba el reparto de Macedonia según el país ocupante en aquel momento. Comenzaron además conversaciones secretas para lograr el apoyo del Imperio otomano que no fructificaron. Ante el claro aumento de la tensión, el 8 de junio el zar aconsejó a los monarcas búlgaro y serbio que solicitasen formalmente su arbitraje para evitar un conflicto entre los dos países; mientras que Fernando reiteró su deseo de ceñirse a los términos de la alianza, Pedro solicitó una revisión del tratado. Aunque las respuestas no satisficieron completamente al Gobierno ruso, este invitó a las partes a exponer sus posiciones y acudir a San Petersburgo para negociar un acuerdo. Mientras, en las negociaciones bilaterales, Danev siguió tratando de que los serbios aceptasen el arbitraje ruso de acuerdo al tratado de alianza, mientras que Pašić se negó a consentir tal condición y expresó su deseo de una negociación sin condiciones previas y un resolución simultánea del reparto territorial en el sur entre Bulgaria y Grecia.

### La actitud de Rumanía
Mientras, Austria-Hungría mostraba su interés por pactar con Bulgaria, pero se mostraba reacia a presionar a Rumanía para que esta no exigiese concesiones territoriales a Bulgaria y no ofrecía una alianza militar contra Rumanía y Serbia, única propuesta que hubiese tentado al rusófilo primer ministro Danev a cambiar su política prorrusa por otra favorable a Viena. Danev confiaba en que Rusia evitaría un posible ataque rumano a Bulgaria y no se mostró dispuesto a hacer concesiones como sugería Viena.
Austria-Hungría deseaba destruir la Liga, que consideraba un instrumento de influencia rusa en los Balcanes; prefería un reparto territorial favorable a Bulgaria para que Serbia, a la que los círculos eslavos del Imperio tenían cada vez más por el «Piamonte yugoslavo», no saliese excesivamente reforzada. Para favorecer abiertamente a Bulgaria, sin embargo, necesitaba un acuerdo entre esta y Rumanía, su aliada de la Triple Alianza.
El 25 de mayojul./ 7 de junio de 1913greg., Danev indicó a Rumanía que esperaba de ella que, en caso de conflicto con Serbia, mantendría una neutralidad benevolente; pocos días más tarde, se mostró dispuesto a estudiar la construcción de un puente en el Danubio y la unión aduanera entre las dos naciones, pero no a ceder más territorio, única oferta que interesaba al Gobierno rumano. Este indicó claramente el 27 de junio que, en caso de guerra, se movilizaría contra Bulgaria. Danev subestimó las amenazas rumana y otomana. Confiaba en el apoyo ruso para evitar un posible ataque otomano a Bulgaria una vez que el grueso de las tropas se trasladasen a Macedonia. Incluso tras la ruptura de hostilidades el 29 de junio, no presentó oferta alguna a Bucarest.

### Vísperas del conflicto

La Macedonia en disputa entre Serbia y Bulgaria, según el acuerdo de alianza. La pérdida de la posibilidad de acceso al mar Adriático de Serbia por la oposición de las potencias (principalmente del Imperio austrohúngaro) y de la Dobruya meridional por Bulgaria hizo que ambas deseasen obtener mayor territorio macedonio.

A finales de junio, el Gobierno de Sofía conocía ya la alianza serbo-griega y el comandante en jefe del Ejército defendía la ocupación inmediata de los territorios asignados a Bulgaria en el tratado de alianza con Serbia. El 29 de junio, en una reunión con el gabinete, el general Savov indicó que no podía garantizar por mucho más tiempo la disciplina en el Ejército y propuso la desmovilización inmediata o el ataque a los antiguos aliados en diez días. El Consejo de Ministros, sin embargo, optó por tratar de lograr nuevamente la intercesión rusa, pero incluyendo la exigencia de que el zar diese su veredicto en una semana (principalmente por el descontento en las unidades búlgaras), condición que los rusos consideraron intolerable y rechazaron mediar. Los posteriores intentos de Danev de aplacar el disgusto ruso fueron inútiles.
Tras la retirada rusa, la opinión pública, los mandos militares y los nacionalistas macedonios redoblaron su presión sobre el monarca y el Gobierno para utilizar la fuerza con el fin de tomar Macedonia. Fernando temía ser asesinado por los extremistas macedonios. El 16 de juniojul./ 29 de juniogreg., finalmente, Bulgaria realizó un ataque preventivo a las líneas griegas y serbias. Bulgaria pretendía con el ataque moderar las aspiraciones de sus antiguos aliados y lograr concesiones.
Para todos los contendientes este segundo enfrentamiento permitía dirimir por la fuerza las diferencias que habían surgido el otoño anterior. A Bulgaria le podía permitir anular el acuerdo con Serbia sobre el reparto de Macedonia y hacerse con todo el territorio; a Serbia y Grecia, repartirse la región entre ellas y excluir a Bulgaria, además de evitar su hegemonía en los Balcanes; Rumanía la utilizaría para hacerse con la disputada Dobruya y el Imperio otomano para recuperar Tracia oriental.

## Situación militar
La situación militar favorecía a griegos y serbios que, salvo en los asedios a Ioánina y Scutari, habían tenido que enfrentarse en general a fuerzas menores y se habían deshecho de sus enemigos otomanos antes, lo que les había permitido levantar importantes posiciones defensivas. Los búlgaros estaban agotados por la mayor dureza de la campaña en Tracia y la mayor duración de los combates; debían, además, asaltar las posiciones greco-serbias. En cuanto a las ventajas búlgaras, estos contaban con un mando unificado y mejores comunicaciones que sus enemigos.

### Las fuerzas búlgaras
Bulgaria tenía cinco ejércitos para cubrir el frente entre el Danubio y el Egeo y había reclutado a los jóvenes de entre veinte y veintiséis años de los nuevos territorios macedonios y tracios bajo su control. En total, contaba con trescientos sesenta mil hombres en armas. La distribución de las unidades era la siguiente:

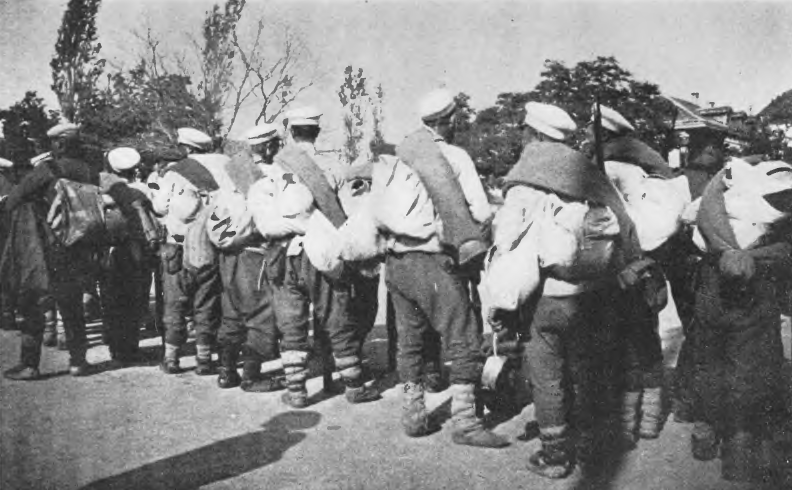
Tropas búlgaras marchando al frente.

- El 1.er Ejército del general Kutinchev cubría el norte del frente, entre Vidin y Berkovitsa.
- El 3.er Ejército (general Dimitriev) se hallaba desplegado al noroeste de Sofía.[2]
- El 5.º Ejército al mando del general Stefan Toshev estaba distribuido alrededor de Kyustendil y Radomir.
- El 4.º Ejército, con el general Kovachev al mando, cubría la línea Strumitsa-Štip-Kočani.
- El 2.º Ejército del general Ivanov se hallaba frente a las unidades griegas, defendiendo el frente entre Kavala en el Egeo y el lago Doiran.

Los puntos flacos de la línea búlgara eran los flancos, especialmente en el sur, donde el 2.º Ejército cubría un frente demasiado largo. La frontera septentrional con Rumanía y la sureste con el Imperio otomano se hallaban, además, casi indefensas y los búlgaros contaban con la presión de Rusia sobre sus países vecinos para no sufrir ataques de estos.

### Las fuerzas griegas y serbias
El Ejército griego había desplegado nueve divisiones frente a las posiciones búlgaras, al norte de Salónica, un total de ciento veintiún mil hombres. Con estas fuerzas superaban ampliamente a sus oponentes búlgaros en la zona. Otras dos divisiones se hallaban acantonadas en Epiro.
Serbia contaba con trescientos mil soldados frente a las líneas búlgaras, al mando del voivoda Radomir Putnik. El resto de su Ejército, unos cuarenta y ocho mil hombres, se hallaba en la difusa frontera con Albania. En el frente macedonio, las fuerzas serbias se dividieron en cuatro grupos:
- El «grupo sur», que englobaba el 1.er y 3.er ejércitos, cubría el noreste de Skopie (1.er Ejército al mando del príncipe heredero Alejandro) y Veles (3.er Ejército al mando del general Bozhidar Janković).[5]
- Más al norte, el «grupo central», con el 2.º Ejército mandado por el general Stepa Stepanović, cubría Pirot. Esta unidad había combatido junto a lo búlgaros en el sitio de Adrianópolis.[5]
- El «grupo norte», constituido por el Ejército de Timok al mando de un coronel de la reserva, Vukoman Araćić, cubría el resto del frente hasta el Danubio.[5]
- El «grupo occidental» contaba con unos veinte batallones y se dispuso cerca de la mal definida frontera albanesa.[5]

El grueso de las fuerzas serbias se hallaba en el sur y la parte norte del frente era su parte más débil. Aquellas contaban además con el refuerzo de una división montenegrina de 12 802 hombres, dividida en tres brigadas, una de las cuales se unió al 3.er Ejército y las otras dos al 1.º. El motivo de la participación montenegrina en el conflicto no eran posibles desacuerdos con los búlgaros, sino la necesidad de mantener la benevolencia serbia para obtener parte del Sandžak.

## El conflicto

### Orden de ataque y confusión en Sofía
La orden de ataque la dio finalmente el vicecomandante en jefe, general Savov, sin órdenes del Gobierno, pero con el apoyo del rey y la aquiescencia del presidente del Gobierno, Danev. Aunque el Gobierno búlgaro negó tener conocimiento alguno de esta ofensiva y ordenó su fin, Grecia y Serbia le declararon la guerra a Bulgaria el 5 y 6 de julio. La situación entre el gabinete, el zar y el alto mando era confusa: el 1 de julio el Gobierno ordenó detener la ofensiva, amenazando con dimitir en bloque, mientras que el zar enviaba a un representante para ordenar ignorar la orden del Consejo de Ministros y continuar el ataque. Savov desoyó las órdenes del monarca y obedeció al Gobierno, pero fue relevado por Fernando dos días más tarde, acusado de insubordinación. Danev trató de obtener la mediación rusa para que Serbia y Grecia no contraatacasen, ya que había ordenado detener el ataque búlgaro. Los débiles intentos rusos de detener a las unidades serbias y griegas fracasaron. El ataque búlgaro había convertido a este país en el agresor, lo que satisfacía a los Gobiernos serbio y griego, convencidos de la imposibilidad de llegar a un acuerdo diplomático con Sofía.

### El plan búlgaro
El plan búlgaro consistía en un ataque con sus cinco ejércitos contra sus antiguos aliados, pero el avance era complicado en Macedonia por la orografía y la falta de buenas comunicaciones, que impedían un ataque directo y obligaban a rodear los macizos montañosos y seguir los valles de la región. El plan general incluía el avance del 1.er Ejército hacia Knjaževac y Pirot, el del 3.º también hacia Pirot, el del 4.º hacia Štip, el del 5.º hacia Gevgelija y Salónica mientras que el 5.º debía cubrir los flancos del 4.º y del 3.º. Desde el punto de vista búlgaro, las operaciones principales eran las de su 4.º Ejército, que debían permitirles tomar el control de Macedonia.

### Los primeros combates
Al comienzo los combates favorecieron a Bulgaria, pero pronto su suerte se truncó con la movilización del resto de los países vecinos en su contra. La confusión entre el Gobierno, que ordenó el fin de la ofensiva el 1 de julio, y el rey, que ordenó continuarla y cambió del jefe del Estado Mayor por no hacerlo el 3 de julio, afectó a las operaciones militares. Unidades del 4.º Ejército que se hallaban enzarzadas en duros combates con las unidades serbias recibieron la orden de retirarse a sus antiguas posiciones, lo que resultó complicado y produjo gran número de bajas. Los cambios en el alto mando y las órdenes confusas permitieron además la recuperación de serbios y griegos. Desde el 1 de julio, los búlgaros perdieron la iniciativa militar, que pasó a los serbios. Hacia el 8 de julio, la batalla de Bregalnica acabó con la victoria serbia y un considerable número de bajas en el 4.º Ejército búlgaro, que hubo de retirarse.

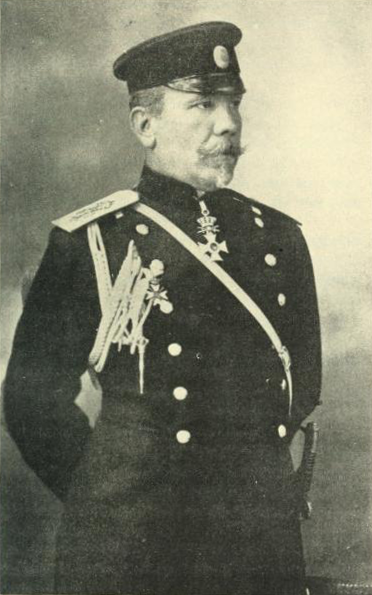
El general Mijaíl Savov, jefe del Estado Mayor búlgaro que había aconsejado atacar a los antiguos aliados de la Liga Balcánica, fue relevado del mando cinco días después del comienzo de la contienda por no obedecer la orden del zar Fernando de continuar la ofensiva, a pesar de la orden contraria del Gobierno.

En el sur, la suerte del 2.º Ejército búlgaro tampoco fue mejor. Con solo treinta y seis mil, de los que veinte mil eran bisoños según su comandante, para enfrentarse al grueso del Ejército heleno, el general Ivanov se encontró desde el comienzo en dificultades. La escasez de hombres le impedía cumplir las órdenes del alto mando de marchar sobre Salónica. Los griegos estimaban que los búlgaros habían desplegado entre ochenta mil y ciento cinco mil hombres en su sector, cifras muy superiores a las declaradas por el comandante búlgaro. Inmediatamente desataron una contraofensiva y dividieron sus fuerzas en tres grupos de los que el occidental y central debían llevar el peso del ataque. El 1 de julio, acosado por los bombardeos de la flota griega y el ataque de su Ejército de Tierra en su flanco occidental, el 2.º Ejército búlgaro comenzó una retirada hacia el norte y trató de enlazar con el 4.º Ejército en los alrededores de Strumica. Este, ocupado en su lucha con las unidades serbias, no pudo apoyar al 2.º. Tras un intento búlgaro de sostener una línea fortificada en una dura batalla entre el 30 de junio y el 4 de julio, el 2.º Ejército tuvo que continuar la retirada y abandonar sus intentos de contraatacar. Los búlgaros perdieron cerca de siete mil hombres entre muertos, heridos y desaparecidos en la batalla.
La retirada del 2.º Ejército expuso el flanco sur del 4.º, que tuvo también que retroceder hacia el Este. La llegada de algunos refuerzos al 2.º Ejército no detuvo la marcha hacia el norte. Los búlgaros evacuaron Serres y Drama. En Salónica, las escasas fuerzas búlgaras ya se habían rendido tras duros combates el 1 de julio. Los griegos tomaron alrededor de seis mil prisioneros al 2.º Ejército y unas ciento treinta piezas de artillería, pero sufrieron ocho mil setecientas bajas en la que resultó su mayor victoria de las guerras balcánicas. Al final de la primera semana de combates, las fuerzas griegas se habían hecho con el control de la mayor parte del territorio disputado con Bulgaria y avanzaban en persecución del 2.º Ejército búlgaro en retirada.
Los intentos búlgaros de retomar la iniciativa tras el 4 de julio, una vez reorganizado el mando, fueron infructuosos. El 4.º Ejército tuvo que continuar su retirada, cruzar el Bregalnica y tratar de mantenerse a la defensiva desde el 11 de julio. El 7 los griegos habían obtenido otra nueva victoria sobre el 2.º Ejército en la batalla del lago Doiran, lo que forzó a los búlgaros a retirarse hacia el Noreste. El centro del 2.º Ejército, sin embargo, continuó bloqueando la ruta hacia el norte a lo largo del valle del Strumica mediante su control del desfiladero de Rupel, que mantuvo gracias al importante apoyo de la artillería. El 9 de julio los griegos entraron en Strumica tras la evacuación del 2.º Ejército búlgaro. El 5.º Ejército avanzó brevemente el 4 de julio, pero la retirada del 4.º y 2.º más al sur hizo que su posición se tornase insostenible y volvió a retirarse dos días más tarde; mantuvo posiciones defensivas a lo largo de la antigua frontera búlgara durante el resto de la guerra, protegiendo Kyustendil y la capital. Los intentos del 1.er Ejército serbio de romper esta sección del frente en sus ataques del 14-15 de julio y 20-22 de julio fueron un fracaso y esta parte del frente permaneció estable hasta el final de los combates.
En el norte, el avance hacia Pirot y Niš del 3.er Ejército búlgaro comenzó favorablemente el 7 de julio. El mando serbio envió refuerzos del sur, lo que libró a Pirot de la amenaza búlgara, pero privó a los serbios de las fuerzas necesarias para continuar su rápido avance en el sur y quizá de haber conseguido una victoria definitiva gracias a la ruptura total del frente. Los búlgaros siguieron tratando de avanzar hacia Pirot hasta el 23 de julio, cuando esta sección del frente se estabilizó.
Más al sur el 1.er ejército ocupó brevemente Knjaževac antes de recibir órdenes de evacuarla y regresar a la frontera antes de trasladarse al sur para reforzar esa zona del frente. En la retirada, los serbios continuaron su acoso de la unidad, que sufrió importantes bajas. Su traslado al sur despojó de protección al noroeste del país frente a serbios y rumanos.

### Entrada en guerra de Rumanía y del Imperio otomano
Durante la segunda semana de combates, parecía que los búlgaros habían logrado estabilizar algo la situación en el frente a pesar de su retirada, pero pronto tuvieron que afrontar la entrada en la contienda de Rumanía y del Imperio otomano. El 5 de julio, se movilizó Rumanía, que envió a sus ejércitos, cerca de ciento cincuenta mil hombres, al sur cinco días después. Los rumanos contaban con el mayor Ejército de la región, con cerca de 100 000 hombres en tiempo de paz y 417 720 en tiempo de guerra. La renuencia de Danev a realizar nuevas concesiones territoriales sustanciales había hecho que Rumanía aprovechase la indefensión búlgara. Las peticiones de intercesión de Danev a los rusos para que detuviesen la invasión rumana no dieron resultado y las propuestas rusas de mediación entre los dos bandos no fructificaron.
La situación militar búlgara se volvió desesperada. Los ochenta mil hombres del V Cuerpo rumano cruzaron la frontera y ocuparon la Dobruya meridional. El 14-15 de julio, el Ejército del Danubio rumano, con doscientos cincuenta mil hombres, cruzó este por tres puntos y comenzó su avance, sin encontrar resistencia. Las escasas fuerzas búlgaras que cubrían la frontera norte del país recibieron orden de no oponerse a las unidades rumanas.
Montenegro envió sus tropas a reforzar a las unidades serbias. En menos de dos semanas desde el comienzo de los combates, Bulgaria —la agresora a ojos de la comunidad internacional— se hallaba rodeada de países enemigos. Al oeste Serbia derrotó a las unidades búlgaras tras una semana de duros combates en el Vardar, en el sur las fuerzas griegas avanzaban y en el norte los rumanos, casi sin oposición, habían cruzado el Danubio y marchaban sobre Sofía. Los rumanos no sufrieron bajas en combate, pero perdieron seis mil hombres por el cólera. A pesar de la relativa estabilización de los frentes serbio y griego, los búlgaros no contaban con unidades para detener el avance rumano, que fue el que decidió la suerte de la guerra. El 11 de julio, las fuerzas griegas tomaron contacto con las serbias en Macedonia. Ese mismo día, la Armada griega ocupaba Kavala.
El 14 de julio voluntarios otomanos desembarcados por la Marina imperial recuperaron Rodosto y el 15, Malkara (Provincia de Tekirdağ); las dos fueron saqueadas y en ambas hubo matanzas de la población cristiana. El 16 de julio, aprovechando la lucha entre sus anteriores adversarios, los otomanos comenzaron su avance en Tracia; retomaron Adrianópolis siete días más tarde, junto con la Tracia oriental. En este caso, las autoridades se encargaron de que no se perpetrasen atrocidades. Los otomanos dividieron sus doscientos o doscientos cincuenta mil hombres en cuatro ejércitos, con el primero más al norte y el cuarto más al sur; las escasas fuerzas búlgaras (Adrianópolis contaba con una guarnición de cuatro mil hombres) se retiraron ante la superioridad numérica otomana. Las bajas otomanas durante la campaña no se debieron a los combates, sino al cólera, que se cobró cuatro mil muertos.
El 13 de julio, incapaz de lograr el respaldo ruso para evitar el desastre militar, Danev dimitió (su dimisión fue anunciada dos días más tarde). Tras un intento fallido de formar un nuevo gabinete rusófilo, el austrófilo Vasil Radoslavov pasó a presidir el nuevo Consejo de Ministros cuatro días más tarde. El 24 de julio, los griegos detuvieron su avance a lo largo del Strumica al alcanzar la garganta de Kresna, tras haber excedido sus líneas de abastecimiento y con sus tropas cansadas por los combates. El 25 tomaron Dedeagach y expulsaron por completo a los búlgaros del Egeo. Por su parte, los rumanos habían alcanzado Ferdinand el 18 y, dos días más tarde llegaron a Vratsa, al norte de la capital búlgara. El 23 se hallaban a menos de quince kilómetros de Sofía. El 25 de julio, tomaron contacto con las fuerzas serbias en Belogradchik.

### Últimas contraofensivas búlgaras y armisticio

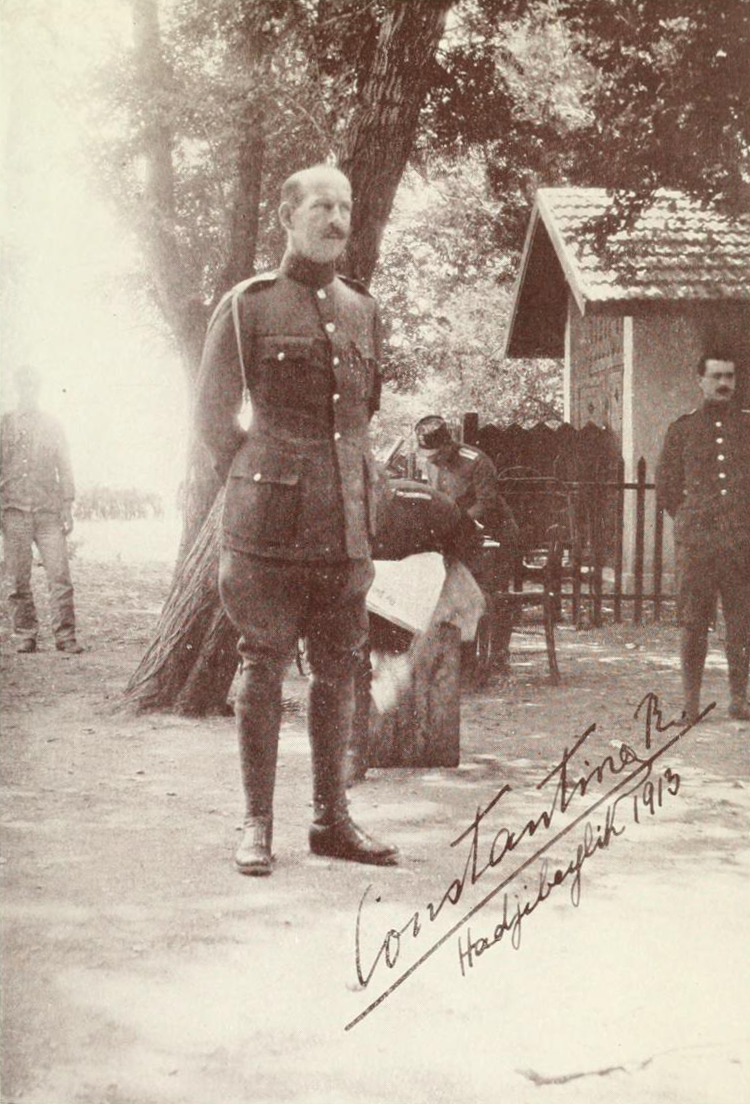
Constantino I de Grecia. Dirigió el avance griego y se opuso a participar en las negociaciones de Bucarest hasta que la apurada situación militar en el Struma le obligó a ceder a los consejos de Elefterios Venizelos.

El 18 los búlgaros aún lograron rechazar un ataque serbio en el Bregalnica e infligir importantes bajas a los atacantes cerca de Kalimantsi y mantener sus posiciones hasta el final de la guerra.
En el sur, a finales de julio los búlgaros lograron también lanzar una contraofensiva contra las unidades griegas y rechazarlas a lo largo del valle del Struma. El Ejército griego se halló en peligro de quedar rodeado y el rey heleno finalmente se avino a comenzar las conversaciones de paz, que Venizelos había defendido en vano poco antes.
El 24 los rumanos notificaron a Sofía la disposición del resto de beligerantes a tratar la paz en Bucarest, aunque rechazaron la presencia otomana alegando que únicamente se trataría de repartir los territorios entre los Estados considerados cristianos. El 30 de julio, los búlgaros, incapaces de enfrentarse a la coalición, solicitaron un armisticio que les fue concedido el 31. El nuevo gabinete de Radoslavov ordenó al Ejército detener las operaciones, a pesar de sus victorias en el sur y en el oeste, ante lo insostenible de la situación por el avance rumano y otomano. El fin de los combates, que habían durado treinta y tres días, salvó al ejército griego atrapado en el Struma. Las negociaciones anteriores en Niš, que comenzaron por iniciativa serbia y mediación rusa, habían fracasado por la renuencia de serbios y griegos, victoriosos, a detener los combates. En las conversaciones posteriores en Bucarest, los búlgaros trataron en vano de ganarse el favor de los rumanos, para poder deshacer la alianza de los países vecinos en su contra.

## Consecuencias
El corto conflicto, que causó más bajas que el anterior, acabó con la total derrota búlgara. Según el acuerdo de paz resultante, denominado Tratado de Bucarest y firmado en la capital rumana el 10 de agosto, Bulgaria perdió una parte considerable de su territorio, incluidos unos 7700 km² que fueron asignados a Rumania (la Dobruya meridional). Entre otras compensaciones, la mayor parte de Macedonia pasó a formar parte de Serbia y Grecia. Perdió el puerto tracio de Kavala, otorgado finalmente a Grecia por las potencias.

Cambios territoriales tras la segunda guerra balcánica, según el Tratado de Bucarest:
Ganancias territoriales de Rumanía
Albania
Liga Balcánica
Ganancias territoriales de Grecia
Ganancias territoriales de Bulgaria
Ganancias territoriales de Serbia
Ganancias territoriales de Montenegro

Bulgaria tuvo que ceder también una gran extensión del territorio recién conquistado en la guerra anterior al Imperio otomano en virtud de un acuerdo posterior (30 de septiembre de 1913), que devolvió el control de Tracia oriental al Imperio. Bulgaria solo pudo mantener parte de Tracia occidental, con el puerto de Dedeagach, de escasa calidad y conectado con el resto del país por un ferrocarril que atravesaba en parte territorio otomano, una zona a lo largo de los montes Ródope, un enclave macedonio alrededor de Strumica y parte de la costa del mar Negro, un total de 25 027 km². Aunque conservó una parte importante de los territorios ganados en el primer conflicto, la pérdida de la mayor parte de Macedonia, su objetivo principal, supuso una catástrofe para la delegación búlgara en las conversaciones de paz.
La delegación montenegrina, sin reclamaciones territoriales con Bulgaria, se limitó a interesarse por la división del Sanjacado de Novi Pazar con Serbia, que le resultó finalmente favorable.
Para los otomanos esta segunda guerra supuso la revancha parcial de la primera, con la recuperación de Adrianópolis y parte de Tracia, lo que mejoró la defensa de la capital, y las posteriores (aunque infructíferas) conversaciones para concertarse con Bulgaria. La recuperación de Adrianópolis y de Tracia oriental confirió cierto prestigio a los Jóvenes Turcos, que reforzaron su dominio del Gobierno otomano. El poder político quedó concentrado en cuatro de los miembros del Comité de Unión y Progreso: Said Halim Bajá —presidente del Gobierno y gran visir—, Talat Bajá —ministro del Interior—, Enver Bajá —de Defensa— y Cemal Bajá  —de Marina—.
Las guerras balcánicas influyeron profundamente en el curso posterior de la historia de Europa. El desmantelamiento del Imperio otomano y de Bulgaria originó tensiones igualmente peligrosas en el sureste europeo. Bulgaria abandonó su anterior cercanía a Rusia ante la falta de respaldo ruso en la disputa serbo-búlgara por el control de Macedonia y trató de lograr entonces el respaldo de la Triple Alianza para sus aspiraciones territoriales. Serbia se convirtió en el principal enemigo de los nacionalistas búlgaros al lograr el grueso del territorio macedonio ambicionado por estos.
Los tratados de paz facilitaron la formación de un Estado serbio fuerte y ambicioso, pero también infundieron temor y un resentimiento antiserbio en el vecino Imperio austrohúngaro. En 1914, el asesinato de Francisco Fernando de Austria, archiduque de Austria y heredero del trono imperial, proporcionó a Austria-Hungría un pretexto para invadir Serbia, lo que motivó el estallido el 28 de julio de la Primera Guerra Mundial.